# Helena Christensen

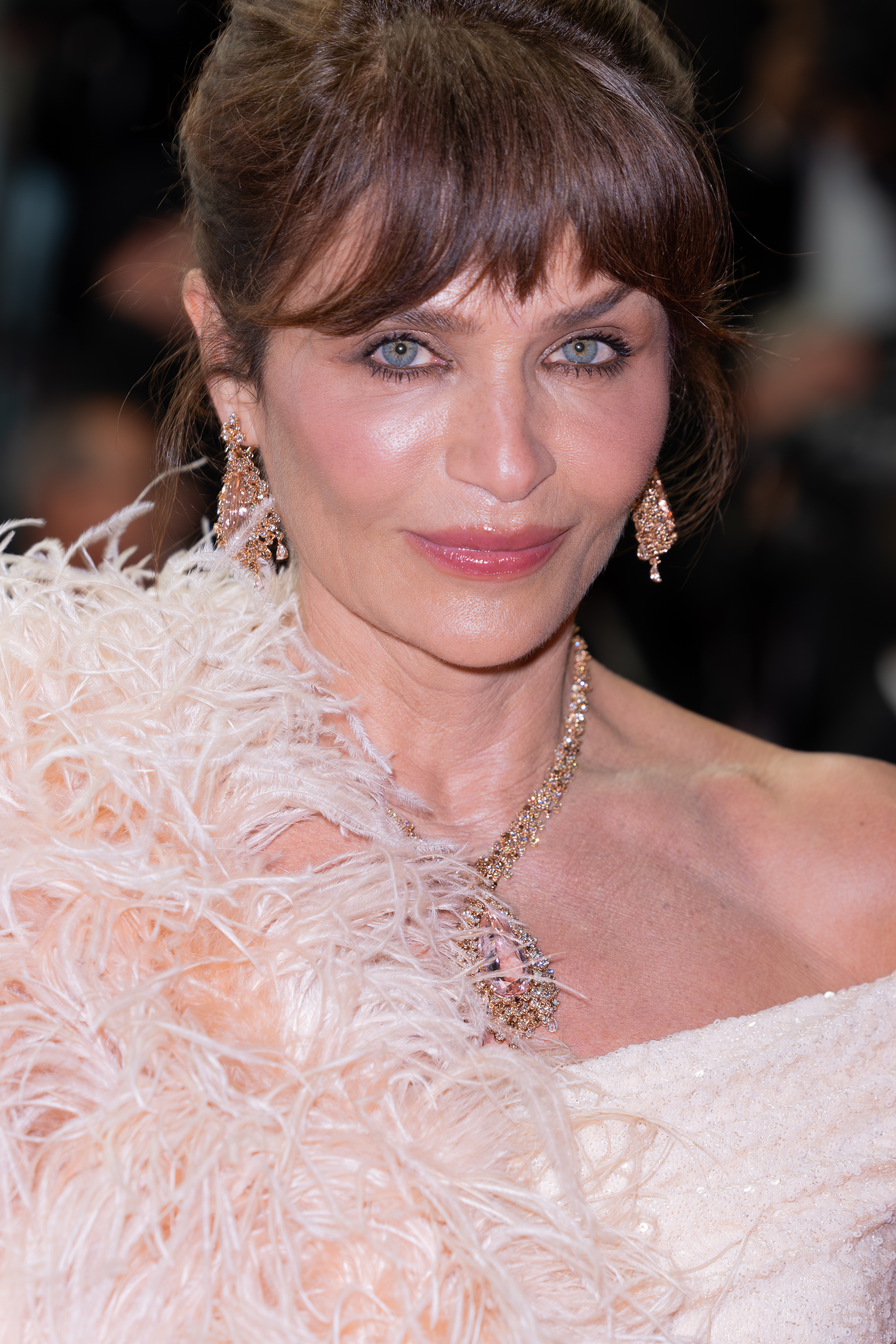
Helena Christensen (2025)

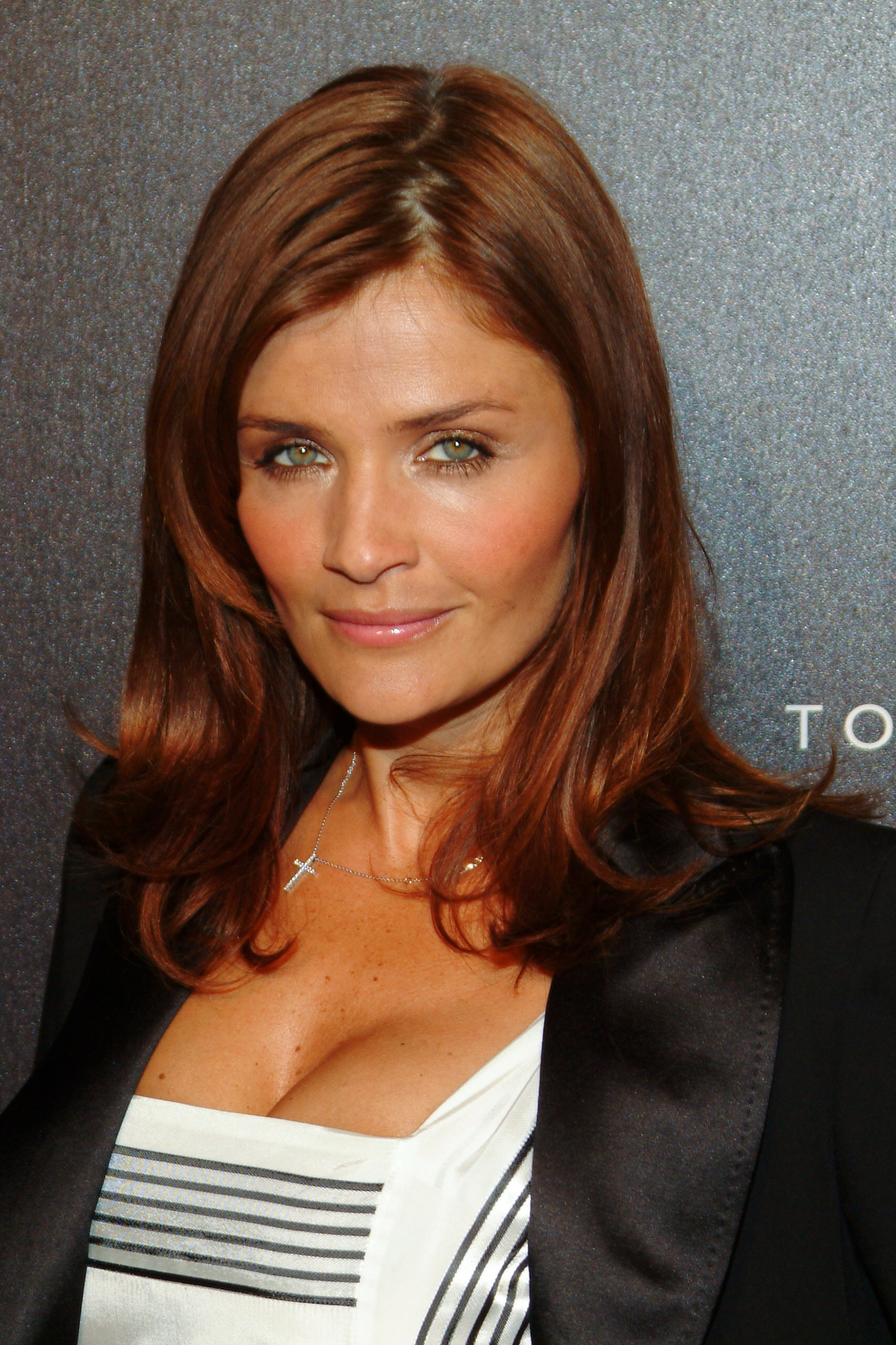
Helena Christensen (2009)

Helena Christensen (* 25. Dezember 1968 in Kopenhagen) ist ein dänisches Fotomodell.

## Leben
Christensen ist die Tochter einer peruanischen Mutter und eines dänischen Vaters. Ihre Kindheit verbrachte sie in ihrem Heimatland Dänemark. Sie interessierte sich für Musik und die Fotografie.
1986 flog sie nach Paris, um für das Mode-Magazin Elle als Fotomodell zu arbeiten. Im selben Jahr wurde sie zur Miss Dänemark gewählt und trat für Dänemark bei der Miss Universe Wahl an, konnte sich jedoch nicht für die vorderen Plätze qualifizieren. Durch die Fotos im Mode-Magazin Vogue steigerte sie ihre Popularität weiter. Als Fotomodell entdeckt wurde sie durch den Fotografen Friedemann Hauss.
Christensen zählte zu den bekanntesten Top-Models der 1980er und 1990er Jahre. Der Modedesigner Gianni Versace sagte einmal, dass sie den schönsten Körper der Welt habe. Karl Lagerfeld befand, dass kein Model längere und schönere Beine habe als Helena Christensen.
Ihr Durchbruch gelang ihr aber erst 1990 mit den Fotos in dem Unterwäsche-Katalog Victoria’s Secret. Seitdem wurde sie jährlich bis 1999 an der Seite von Topmodels wie Tyra Banks, Heidi Klum und Daniela Peštová für den Katalog fotografiert. Zu ihren engen Freunden gehören Models wie Claudia Schiffer, Carla Bruni, Karen Mulder und Eva Herzigova.
Helena Christensen war kurzzeitig mit dem Fotografen Peter Makebisch liiert. Makebisch trägt als Andenken an sie ein Tattoo auf seinem Arm. Von 1991 bis 1994 lebte sie mit dem Sänger der Band INXS Michael Hutchence zusammen. Die Beziehung mit dem Schauspieler Norman Reedus hielt von 1999 bis 2003. Am 13. Oktober 1999 kam ihr gemeinsamer Sohn auf die Welt. Von 2008 bis 2018 war Christensen mit dem 10 Jahre jüngeren Leadsänger der Indie-Rockband Interpol, Paul Banks liiert.
Neben der Karriere als Fotomodell wirkte sie auch in Fernseh- und Filmprojekten mit. Sie debütierte als Schauspielerin im Jahr 1992 in dem Fernsehfilm Inferno an der Seite von Tyra Banks, Kate Moss, Amber Smith und anderen Models.
1991 spielte sie auch in dem Musik-Video Wicked Game des Rock-Sängers Chris Isaak mit. Dieser Videoclip, der von Herb Ritts gedreht wurde, gilt dank Helena Christensen als erotischstes Video aller Zeiten (Sexiest Video of All-Time). 1994 spielte Christensen in Robert Altmans Film Prêt-à-Porter mit. 2005 erschien das Filmdrama Allegro, in dem sie die Hauptrolle übernahm.
Nach ihrem Rückzug aus der Modelwelt gründete Helena Christensen das Modemagazin Nylon. Sie engagiert sich auch im Kampf gegen Brustkrebs. Inzwischen arbeitet sie auch als Fotografin, als Designerin ihrer Modefirma Christensen & Sigersen und führt ein Geschäft für Mode und Antiquitäten in New York.

## Filmografie (Auswahl)
- 1991: Wicked Game (Musikvideo)
- 1992: Inferno (Filmkomödie aus Großbritannien)
- 1993: Sweet Harmony (Musikvideo)
- 1998: March of the Anal Sadistic Warrior (Kurzfilm von Matthew Barney)
- 2005: Allegro (Filmdrama von Christoffer Boe)